# Documentos de Santa Fe
Los documentos de Santa Fé son documentos de la CIA redactados en la ciudad de Santa Fe entre los años 1980 y 1986. Fueron inspirados frente al temor de la propagación izquierdista en la región y han servido como base operativa del fortalecimiento de la política de dominación estadounidense en América Latina a partir de estos años. Entre sus puntos más importantes están:
- Instalación de gobiernos próximos a los Estados Unidos con poca capacidad de gestión y dependientes de asesores enviados por estos.

- Promover reformas económicas neoliberales que facilitasen la inversión estadounidense y Europea en los países de América Latina, además de debilitar a las economías y a las empresas locales. Esta política ha sido conocida como consenso de Washington.

- Debilitar la posición de intelectuales izquierdistas o críticos a los Estados Unidos y dar tribuna a políticos y pensadores favorables a sus políticas, con posturas conocidas como "populismo de derecha".

- Usar la lucha contra el narcotráfico para fortalecer la presencia militar estadounidense y financiar a grupos paramilitares.

- Debilitar las bases de la cultura tradicional y a los movimientos populares de izquierda latinoamericanos.

Dentro de esta campaña se planteó aumentar la influencia de la cultura y costumbres estadounidenses y alentar la propagación de religiones evangélicas fundamentalistas estadounidenses, que desde estos años han mostrado una gran expansión en muchos países, mediante financiación (a través fundamentalmente de fundaciones vinculadas al gobierno y programas de cooperación técnica) estimada por el investigador David Stoll entre $200 o 300 millones a finales de los 80; debilitando a los movimientos de resistencia a los Estados Unidos y canalizando las demandas del pueblo hacia el activismo religioso.
Además de los documentos originales, en el 2000 se publicaron otros nuevos ante el deseo de contener la expansión del proyecto político del presidente venezolano Hugo Chávez y en favor de la destrucción de la revolución sandinista